# Adriano Marinetti

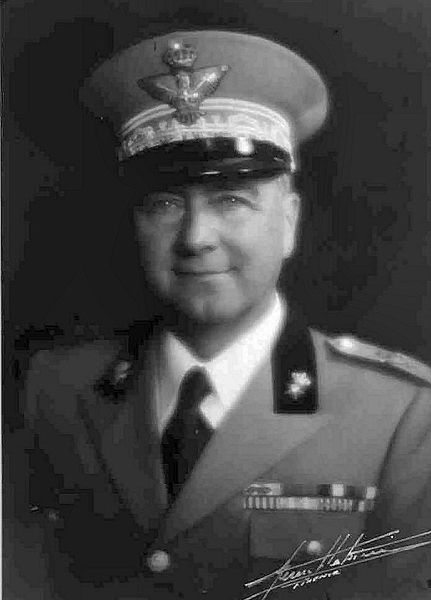
Adriano Marinetti

Adriano Angelo Antonio Marinetti (* 30. September 1875 in Verona; † 25. Oktober 1954 in Rom) war ein italienischer General des Königlich-Italienischen Heeres zuletzt im Rang eines designierten Armeegenerals. Von 1939 bis 1940 befehligte er die 1. Armee und von 1939 bis 1943 gehörte er als Parteimitglied der Nationalen Faschistischen Partei dem Senat an.

## Leben

### Offiziersausbildung, Zwischenkriegszeit und Aufstieg zum designierten Armeegeneral

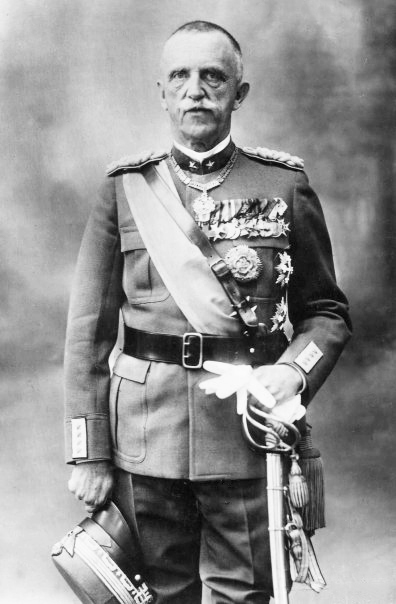
König Viktor Emanuel III., dessen Generaladjutant Marinetti zwischen 1929 und 1933 war.

Adriano Marinetti, Sohn von Luigi Gaetano Marinetti und dessen Ehefrau Sofia Bracco, trat nach dem Schulbesuch in das Militärinternat in Mailand  ein, das er am 1. Oktober 1887 abschloss. Danach absolvierte er eine Offiziersausbildung an der Militärschule, die er am 17. Oktober 1892 beendete. Nach verschiedenen Verwendungen als Offizier besuchte er 1906 die Kriegsschule des Heeres und war danach auch als Stabsoffizier eingesetzt. Er nahm am Italienisch-Türkischen Krieg und zwischen 1915 und 1918 am Ersten Weltkrieg teil. Am 2. April 1916 wurde er mit dem Ritterkreuz des Ordens der Krone von Italien sowie am 13. September 1917 mit dem Ritterkreuz des Ordens der Heiligen Mauritius und Lazarus ausgezeichnet. Nach der desaströsen Niederlage der italienischen Armee in der Zwölften Isonzoschlacht wurde er im November 1917 zum Unterchef des Generalstabs der wieder aufgestellten 5. Armee berufen. Den Posten bekleidete er bis zum 1. April 1918. Zu Beginn der österreichisch-ungarischen Piaveoffensive am 15. Juni 1918 war er Chef des Generalstabes, der der 3. Armee am Piave unterstehenden 31. Infanteriedivision.
In der Nachkriegszeit folgten weitere Verwendungen im Heer. Am 31. Mai 1919 wurde ihm das Offizierskreuz des Ordens der Krone von Italien sowie am 15. November 1925 Komturkreuz des Ordens der Krone von Italien verliehen. Am 13. Januar 1929 wurde Marinetti Generaladjutant von König Viktor Emanuel III. und verblieb auf diesem Posten bis zum 23. Januar 1933. Für seine Verdienste wurde ihm am 8. Januar 1930 das Offizierskreuz des Ordens der Heiligen Mauritius und Lazarus sowie am 11. November 1931 auch Großoffizierskreuz des Ordens der Krone von Italien verliehen, zudem wurde er zwischenzeitlich am 1. Juli 1931 zum Divisionsgeneral befördert. Seit dem 23. Januar 1933 war er ehrenamtlicher Adjutant des Königs und  am 7. Februar 1933 wurde ihm das Komturkreuz des Ordens der Heiligen Mauritius und Lazarus verliehen. Zwischen 1933 und 1937 war Marinetti Kommandeur der Territorialdivision von Neapel und erhielt als solcher am 9. Mai 1934 seine Beförderung zum  Armeekorpsgeneral. Laut seiner im Archiv des Senats aufbewahrten Personalakte, war er 1933 der Nationalen Faschistischen Partei beigetreten. Am 14. November 1934 erhielt er das Großkreuz des Ordens der Krone von Italien. Am 1. Juli 1937 wurde er zum designierten Armeegeneral befördert. Daraufhin fungierte er zwischen September 1937 und Februar 1938 als Inspekteur der Infanterie und erhielt am 14. Januar 1938 das Großoffizierskreuz des Ordens der Heiligen Mauritius und Lazarus. In der Folgezeit war er noch Kommandeur des VII. Armeekorps, designierter Oberbefehlshaber des Armeekommandos von Verona, ab 1939 4. Armee, sowie zwischen 1938 und 1939 designierter Oberbefehlshaber der designierten 1. Armee.

### Senator und Zweiter Weltkrieg
Am 25. März 1939 wurde Adriano Marinetti von König Viktor Emanuel III. zum Senator des Königreiches ernannt. Dem Senat gehörte er bis kurz nach dem Sturz Mussolinis an. Als Senator war er vom 17. April 1939 bis zu seinem Ausschluss aus dem Senat am 5. August 1943 Mitglied des Streitkräfteausschusses. Nachdem er seit dem 4. Juni 1939 innerhalb des Heeres ohne Verwendung war, wurde er am 30. September 1939 zunächst dem Kriegsministerium zur besonderen Verwendung unterstellt. Im Vorfeld des Zweiten Weltkrieges wurde er im August 1939 Oberbefehlshaber der 1. Armee und verblieb auf diesem Posten bis 1940, woraufhin der designierte Armeegeneral Pietro Pintor ihn ablöste. Am 15. Januar 1940 wurde ihm auch das Großkreuz des Ordens der Heiligen Mauritius und Lazarus verliehen. Am 30. September 1941 trat er zwar in den Ruhestand, befand sich jedoch bis zum 1. Dezember 1941 zur besonderen Verfügung des Chefs des Generalstabes des Heeres und wurde danach vom 1. bis 30. Dezember 1941 wiederum dem Kriegsministerium zugeordnet. Am 22. November 1942 wurde er ohne weiteren Posten in den Militärdienst zurückbeordert.
Unter der Regierung Badoglio wurde Marinetti am 8. Juli 1944 vom Obersten Gerichtshof für Sanktionen gegen den Faschismus ACGSF (Alta Corte di Giustizia per le Sanzioni contro il Fascismo) angeklagt. Bei seiner Vernehmung erklärte er, dass er weder Squadrist noch am Marsch auf Rom teilgenommen habe. Auch habe er keine Ämter in der faschistischen Partei und in der faschistischen Miliz ausgeübt und die faschistische Sozialrepublik nicht unterstützt. Der Gerichtshof warf ihm dagegen vor, den Faschismus aufrechterhalten und den Krieg sowohl bei den Abstimmungen im Senat als auch mit individuellen Handlungen, einschließlich der Verbreitung von Propaganda innerhalb und außerhalb des Senats, unterstützt zu haben. Durch Beschluss vom 30. Oktober 1944 verlor er seinen Sitz im Senat. Eine eingelegte Berufung wurde am 7. August 1948 verworfen.